# Walking bus

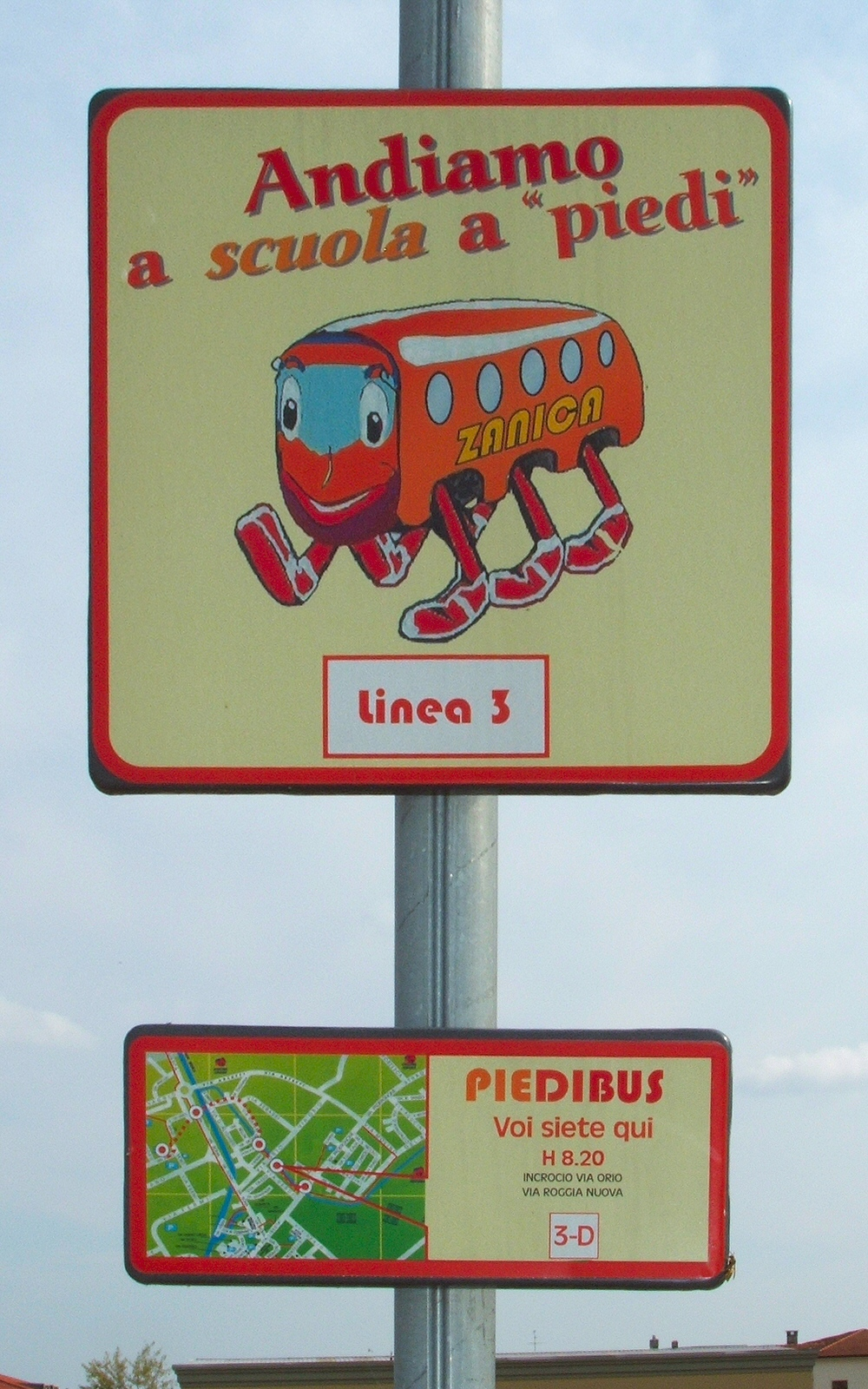
Zastávka pěšibusu v italské Zanice

Walking bus (německy pedibus, italsky piedibus, česky chodící autobus nebo pěšibus) je skupina školních dětí, které jdou pěšky do školy nebo ze školy, doprovázené dvěma rodiči („řidič“ vede a „průvodce" končí skupinu). Stejně jako tradiční autobus, pěší autobus má jízdní řád s určenou trasou, zastávkami a časovým plánem pro vyzvednutí jednotlivých dětí.
Starší český výraz pěškobus není v tomto speciálním významu doložen, užívá se i nadále převážně jako sarkastické označení obecně pro pěší dopravu. Pro walking bus je Nadací Partnerství používán název chodící autobus či pěšibus.

## Koncepce
Koncepci pěšího autobusu vytvořil v Austrálii v roce 1992 David Engwicht a do Anglie byla uvedena v roce 1998 Radou hrabství Hertfordshire, která ji jako první využila pro Wheatfields Junior School v městě St. Albans v Anglii. Pěší autobusy jsou v Anglii oblíbené a šíří se i dále v Evropě, Severní Americe a Novém Zélandu.

## Cíle
Propagátoři pěších autobusů deklarují tyto cíle:
- Podporovat tělesnou aktivitu a vytvoření dovednosti vyhledávat bezpečné zóny pro chůzi do školy, zároveň chůzí posilovat zdraví dětí
- Zvýšení povědomí o vhodnosti komunikací pro chůzi a zjištění, kde je potřeba zlepšení
- Podporou zájmu o prostředí v okolí bydliště
- Snížení kriminality a podpora sousedských vztahů
- Snížení dopravní zácpy, znečištění a omezení možnosti rychlé jízdy v okolí škol
- Sdílení společných zájmů a času rodičů, dětí i komunitních politiků

V Aucklandu se v listopadu 2007 účastnilo sto škol, které provozovaly 230 pěších autobusů, což zahrnovalo více než 4000 dětí a 1500 dospělých.
V některých zemích rodiče a děti využívají bezpečnostní vesty. To vedlo ke kritice, že školní autobusy jsou příliš schematické a nevedou děti k samostatně vytvořeným dovednostem nezávislého pohybu po městě. David Engwicht, jehož kniha z roku 1992 Reclaiming our Cities and Towns je základem pro koncepci „pěšího“ autobusu, později prohlásil: „Od chvíle, kdy se „pěší“ autobus stal oficiálním programem, doprovázejí koncepci problémy, zvláště v případných soudních sporech a v kulturách odmítajících přijetí jakékoliv rizika.“

## Aktivity v České republice
V České republice vyhlásila Nadace Partnerství v roce 2009 grantový program Na zelenou 2009, který zahrnuje i aktivity spojené s pěším autobusem.
Chodící autobusy také propaguje Centrum dopravního výzkumu, například v programu Bezpečná cesta do školy.
V češtině je také možno se seznámit s průzkumem pomocí dotazníku a s koncepcí bezpečné dopravy do školy, vytvořenou pro školu v Port Talbotu.